# Mautby
Mautby – wieś w Anglii, w hrabstwie Norfolk, w dystrykcie Great Yarmouth. Leży 25 km na wschód od Norwich i 177 km na północny wschód od Londynu.
Miejscowość liczy 395 mieszkańców.